# Dolichopeza davidsoni
Dolichopeza davidsoni är en tvåvingeart som beskrevs av Alexander 1930. Dolichopeza davidsoni ingår i släktet Dolichopeza och familjen storharkrankar. Inga underarter finns listade i Catalogue of Life.